# 太電欣榮實業

太平洋T-ZONE電腦專業百貨商標

太電欣榮實業股份有限公司，簡稱太電欣榮，是臺灣太平洋電線電纜與日本T-ZONE合資成立的公司，主要經營T-ZONE在臺灣的連鎖店「太平洋T-ZONE電腦專業百貨」，現已解散。

## 歷史
1996年11月4日，太平洋電線電纜與T-ZONE合資成立太電欣榮實業，依T-ZONE授權在臺灣經營連鎖電腦賣場「太平洋T-ZONE電腦專業百貨」，將T-ZONE在日本的連鎖店體系延伸到臺灣。
1996年12月23日，太電欣榮實業首度公開臺北市忠孝東路一段54號T-ZONE臺北忠孝店，位於第一產物保險大樓1、2、5樓，標榜以百貨公司方式呈現的電腦賣場，1至2樓展售桌上型電腦、顯示器、電腦軟體、耗材等，5樓為電腦教室，以落地玻璃呈現的中國廣播公司「開放式電台」也是號召之一。1996年12月25日，T-ZONE臺北忠孝店開幕，是T-ZONE臺灣1號店，佔地400坪。
1997年5月18日，臺北縣三重市重新路五段609巷T-ZONE三重湯城店開幕，位於湯城廣場內，是T-ZONE臺灣2號店（後改為NOVA資訊廣場三重店）。1997年8月9日，高雄市新興區林森一路165號（原太平洋百貨流行生活館）T-ZONE高雄林森店開幕，是T-ZONE臺灣3號店，佔地1,800坪，1至4樓為電腦賣場，5樓為大型活動區與電腦教室。
1997年10月16日，太電欣榮實業營運管理部經理李明宗說，1998年度T-ZONE營業計畫應會以達到營業面積加倍為目標，至少也會達到總營業面積5000坪，在2年內應可達到預計的經濟規模、渡過投資期；T-ZONE會以臺灣市場為重心，等到臺灣市場穩固了才會考慮對外擴張。
1997年10月25日，臺北市羅斯福路二段100號1樓T-ZONE臺北和平店開幕，與肯德基合作是最大的噱頭，並設置親子遊樂區。
1997年12月22日，太電欣榮實業董事長孫道存說，T-ZONE仍未達收支平衡，仍不賺錢；但在電腦使用人口普及、達成一定的經濟規模後，在適當管理下，T-ZONE會開始有所成長。
1997年12月25日，臺北市敦化南路一段225號T-ZONE臺北東區店開幕，是T-ZONE臺灣5號店，1樓主要陳列電腦系統、筆記型電腦、電腦週邊，2樓設置麥金塔電腦特區、DIY維修工坊、透天的活動廣場、擺設電腦軟體及電腦書籍，但電腦雜誌擺在1樓門口旁以利消費者取閱。
1998年3月2日，太電欣榮實業營運管理部經理李明宗說，T-ZONE的展店作法是先將一年內計劃開店的地點大致找齊、再密集展店，與其他公司的作法有點不同。1998年3月底，太電欣榮實業營運管理部由臺北市忠孝東路遷至臺北縣汐止市新台五路一段100號5樓（東方科學園區B棟）。

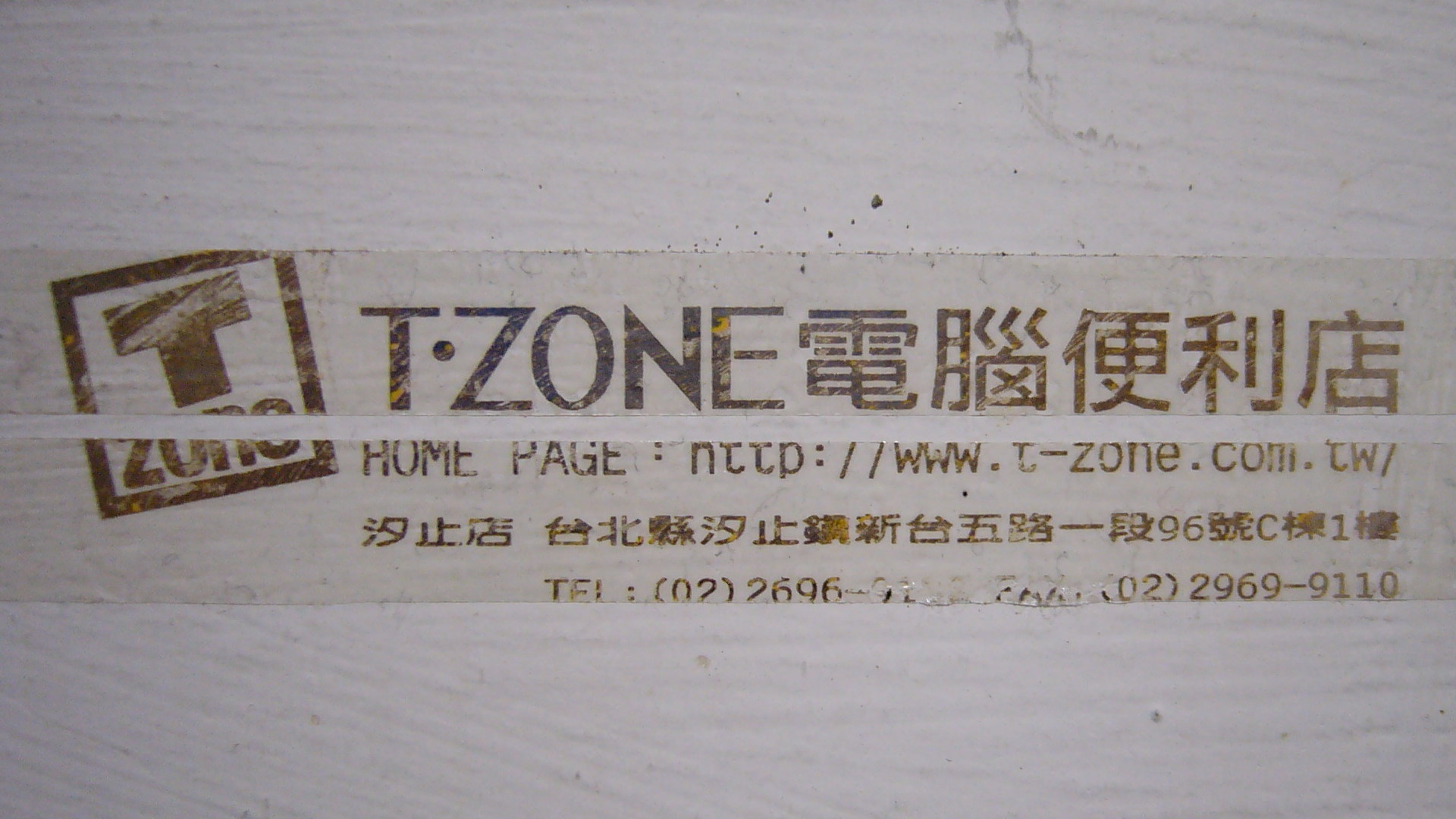
太電欣榮實業「T-ZONE電腦便利店」商標與中文標準字

1998年6月20日，臺北市士林區天母北路62號2樓T-ZONE臺北天母店開幕。1998年7月7日，臺北縣汐止市新台五路一段96號1樓（東方科學園區C棟）T-ZONE汐止便利店開幕，使用「T-ZONE電腦便利店」名義營運。
1998年8月28日，太電欣榮實業與SEGA簽約結盟，主持人是于美人，代表簽約者是太電欣榮實業董事長孫道存與SEGA社長入交昭一郎。1998年11月，Dreamcast上市，太電欣榮實業成為Dreamcast臺灣總代理。
1999年1月5日，臺北市民生東路四段97巷1弄12號1樓T-ZONE臺北民生店開幕。1999年12月5日，臺中縣豐原市T-ZONE臺中豐原店開幕。
1999年底，太電欣榮實業進行組織改造，太平洋電線電纜總經理仝清筠接任太電欣榮實業董事長，太電欣榮實業1999年營收新臺幣25億9千萬元。2000年7月，仝清筠說，傳統的資訊賣場以3C為訴求，在賣場氣氛營造上較為薄弱；新型態的資訊賣場必須強調附加價值、注入人文色彩，讓消費者在娛樂休憩的氣氛中產生消費行為；故T-ZONE提出新3C生活主張：舒適（comfort）、方便（convenience）、信賴感（confidence）。
2000年5月1日，T-ZONE經營型態改為以3C產品為主軸、與日本唱片通路商WAVE及羅多倫咖啡合作的複合式商場，T-ZONE店內設置與WAVE結盟的「T-WAVE」音樂賣場；此新型態店從本日開幕的臺北縣中和市T-ZONE中和店起跑，預計本年內開店10間以上，既有的店也將一一翻新。
2000年5月20日，臺北市忠孝東路四段T-ZONE東區同領店開幕，位於同領育樂廣場內；太電欣榮實業副總經理王宇晨說，未來T-ZONE直營門市佔地至少250坪以上，朝向旗艦店型態發展；王宇晨說，太電欣榮實業與滾石唱片旗下獨立音樂樣本唱片平台《滾石可樂》策略聯盟，太電欣榮實業提供下載平台，《滾石可樂》提供MP3音樂，使用者可在T-ZONE各店免費下載MP3音樂。
2000年9月15日，太電欣榮實業宣布耗資新臺幣7,000多萬元設立「太平洋數位科技中心」提升系統整合的加值服務，提供昇陽電腦各式伺服器、E10K超級電腦等給經銷商測試；當時太電欣榮實業共有「系統事業部」、「多媒體事業部」及「營店事業部」三個部門，前兩個部門持續獲利，營店事業部經營較困難（T-ZONE每店月虧損已降至新臺幣100萬元，部分已有獲利）。
2000年10月，太電欣榮實業副總經理王宇晨說，自本年初T-ZONE開始銷售PDA以來，PDA的市場需求與成長力道皆是T-ZONE所有商品之冠，故太電欣榮實業決定於本年底開設專賣PDA硬體、相關配件及軟體的T-ZONE旗艦店。
2001年2月，T-ZONE汐止便利店結束營業，太電欣榮實業商品部協理廖彥傑說，當初太電欣榮實業總部與T-ZONE汐止店位於同棟大樓內，如今太電欣榮實業總部已遷離，T-ZONE汐止店僅20坪的店面管理成本與其他大型賣場相同，加以租約到期、租金將再提高，T-ZONE汐止店已無繼續經營的必要，但不影響往後T-ZONE在臺灣展店的計畫。
2001年4月，太電欣榮實業原定本年5月在臺北市內湖區興建T-ZONE總倉庫的計畫因交通衝擊而延後到本年底，圍繞在T-ZONE總倉庫週邊的子計畫停擺，預估損失金額新臺幣1億元以上。
2001年10月15日，T-ZONE東區同領店租約到期結束營業，售後服務由T-ZONE臺北忠孝店全數承接。
2003年6月19日，太電欣榮實業解散。